# Gostynin
Gostynin – miasto w Polsce w województwie mazowieckim, siedziba powiatu gostynińskiego i gminy wiejskiej Gostynin.
Był miastem królewskim Korony Królestwa Polskiego w starostwie gostynińskim w ziemi gostynińskiej województwa rawskiego w 1792 roku.
Według danych GUS z 1 stycznia 2024 r. miasto liczyło 16 986 mieszkańców, będąc 32. najludniejszym miastem w województwie.

## Położenie
W latach 1975–1998 miasto administracyjnie należało do województwa płockiego.
Według danych z roku 2002 Gostynin ma obszar 32,31 km², w tym:
- użytki rolne: 27%
- użytki leśne: 55%

Według danych z 1 stycznia 2011 r. powierzchnia miasta wynosiła 32,40 km².
Miasto stanowi 5,25% powierzchni powiatu.

## Historia
Teren ziemi gostynińskiej należy do historycznego regionu Mazowsza. Znaleziska archeologiczne potwierdzają, że już w późnym paleolicie zamieszkiwali ten obszar ludzie. Natomiast we wczesnym średniowieczu (VI – VIII wiek) na północ od dzisiejszego miasta istniał gród obronny z podgrodziem. Ulokowany był na lewym brzegu Skrwy Lewej, na tzw. Łysej Górze. Przez Gostynin przebiegały ważne szlaki handlowe (z Kujaw na Mazowsze, i dalej na Ruś). Biegł tędy słynny Bursztynowy szlak, a także szlak solny. W okresie rozbicia dzielnicowego osada znalazła się na pograniczu kujawsko-mazowieckim, czemu gród prawdopodobnie zawdzięcza swoje istnienie. Gród został założony na wzniesieniu między jeziorami Kocioł i Czarne. Natomiast na sąsiednim wzgórzu zaczęło rozwijać się podgrodzie z kościołem św. Jakuba.
Około 1240 roku gród został rozbudowany przez Konrada I mazowieckiego. Pierwsza wzmianka o Gostyninie pochodzi z 1279 roku i dotyczy wydania przez księcia płockiego Bolesława II mazowieckiego przywilejów dla biskupstwa płockiego. W 1283 roku miał miejsce najazd litewski na Gostynin. Gród w Gostyninie był tematem sporu pomiędzy Bolesławem II mazowieckim a jego bratem Konradem II czerskim. Został zdobyty przez Konrada II w 1286 roku przy pomocy wojsk ruskich, oraz spalony. Po tym zdarzeniu na jakiś czas gród podupadł. Inaczej wypadki potoczyły się w 1300 roku, kiedy to gród w Gostyninie obronił się przed oblężeniem Wacława II Czeskiego – który to dewastował ziemie polskie – gdyż był dobrze przygotowany do obrony. Gród był oblegany także przez Władysława Łokietka około 1326 roku, kiedy to Łokietek zaatakował Mazowsze płockie w celu zmuszenia rządzącego tą ziemią Wacława, do uległości lennej. Głównie dlatego, że Wacław płocki popierał Czechów i Krzyżaków, co było dla władcy niewygodne.

Jan Luksemburski, król Czech, król Polski przejmuje i nadaje jako lenno księciu płockiemu Wacławowi Płock, Wyszogród i Gostynin, 1329, Archiwum Główne Akt Dawnych

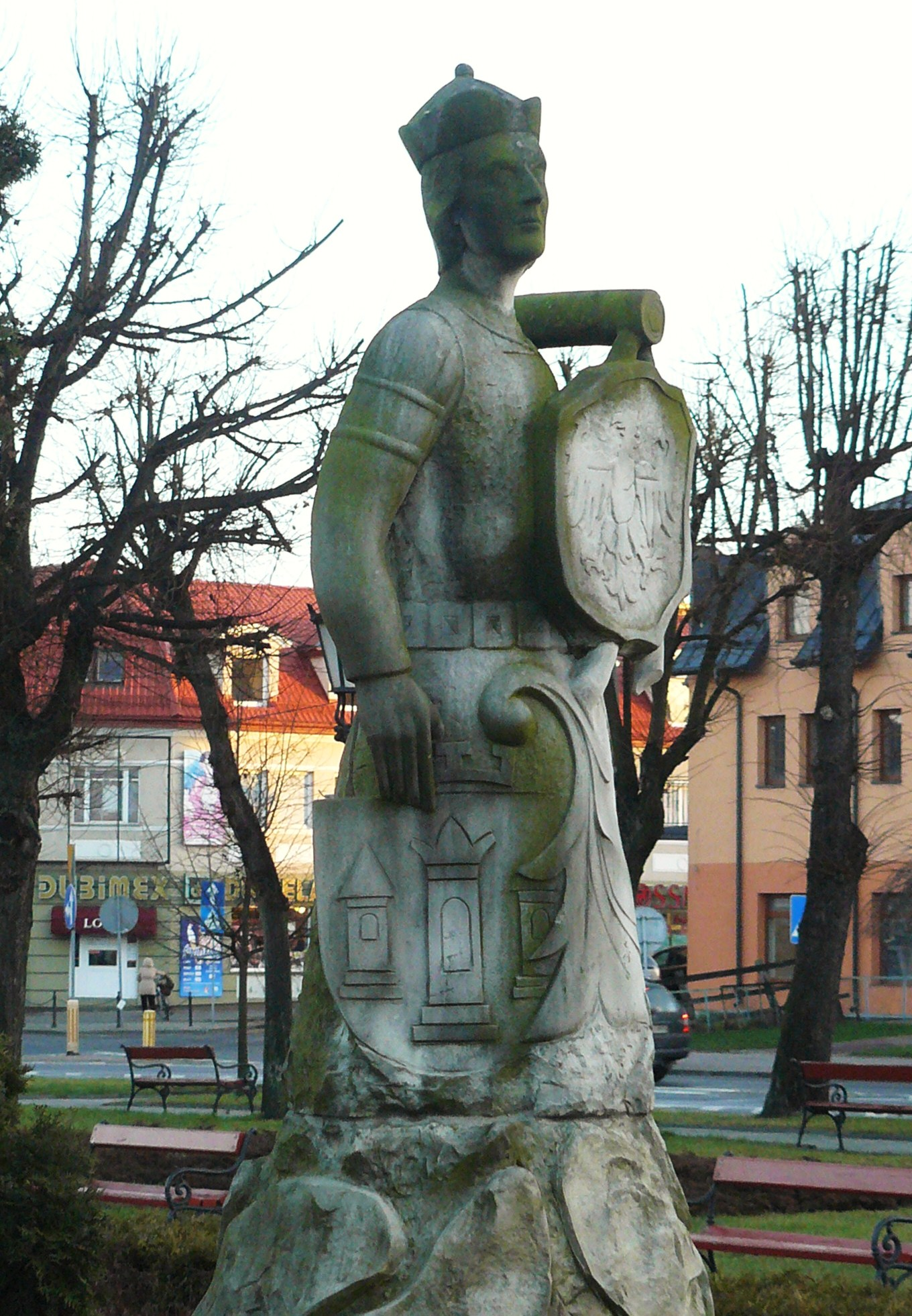
Pomnik księcia Siemowita IV

Począwszy od roku 1319 znana jest hierarchia grodowa Gostynina, która z czasem przekształcona została na hierarchię ziemską. Od 1329 roku Gostynin notowany jest jako siedziba Kasztelana. Pierwszym imiennym kasztelanem gostynińskim był Paweł, którego imię wymienia dokument z 1345 roku. Za czasów księcia Siemowita III (książę Siemowit III jako pierwszy użył tytułu księcia gostynińskiego, stało się to w 1352 roku) Gostynin wszedł na drogę rozwoju. Możliwe też (jednakże do dzisiaj nie ma pewności co do fundatora zamku), że to jemu Gostynin zawdzięcza swój zamek, na sztucznie usypanym wzgórzu, na skraju nadrzecznego stromego cypla na zachód od dzisiejszego miasta. Pierwotnie była to wieża, która prócz funkcji obronnych, spełniała także funkcje mieszkalne. Za czasów Siemowita III zaczęło rozwijać się osadnictwo na prawym brzegu Skrwy, na terenie później lokowanego miasta. Z dokumentów wynika, że istniała w tym czasie już nowa osada, która dobrze prosperowała. Następca Siemowita III, Siemowit IV nadał miastu w 1382 roku prawa miejskie na prawie chełmińskim. Życie miasta skoncentrowało się wokół rynku w nowej osadzie. Po wybudowaniu w pobliżu rynku kościoła św. Marcina i przeniesienia tam siedziby parafii gostynińskiej, gród nad jeziorem Czarnym tracił na znaczeniu. Siemowit IV rozbudował zamek gostyniński i uczynił z niego swoją ulubiona rezydencję. Na przełomie XIV i XV wieku budowlę rozebrano i przystąpiono do rozbudowy zamku. Dziedziniec otoczono murem obwodowym oskarpowanym w narożnikach, który tworzył czworobok o wymiarach 37 × 38 metrów. W narożniku północno-wschodnim wzniesiono kwadratową murowana wieżę o boku 7 metrów. Pozostała zabudowa dziedzińca była zbudowana z drewna. Na północ od zamku oddzielony suchą fosą znajdował się przygródek. Założony na planie kwadratu o boku 80 metrów otoczony był drewniano-ziemnym wałem. Spełniał on rolę zaplecza gospodarczego dla zamku. Za czasów Siemowita IV przebywał tu między innymi Władysław II Jagiełło (w latach 1414 i 1419). Tu również Siemowit spędził ostatnie lata swego życia, umierając w 1426 roku, po czym został pochowany w nekropolii mazowieckich Piastów w katedrze płockiej. Następnie zamek był wielokrotnie przebudowywany, zmieniano jego wygląd oraz przeznaczenie. W 1439 roku księżna Małgorzata ufundowała dla zamku drewnianą kaplicę.
Po bezpotomnej śmierci dwóch ostatnich książąt płockich Siemowita V i Władysława II, do Gostynina zawitał w 1462 roku król polski Kazimierz IV Jagiellończyk. Mieszkańcy złożyli mu przysięgę na wierność, a on potwierdził wszystkie miejskie przywileje. Tym samym Gostynin został przyłączony do Królestwa Polskiego. W latach 1462–1793 znajdował się w województwie rawskim, jako miasto powiatowe. Koniec wieku XV i cały wiek XVI to okres pomyślnego rozwoju miasta. Za zgodą Zygmunta I Starego miasto w 1520 roku otrzymało prawo użytkowania okolicznych lasów. Według lustracji województwa rawskiego z 1564 roku miasto posiadało 265 domów, karczmę, kilka młynów i browar. W 1612 na tutejszym zamku uwięziony umarł Wasyl Szujski zdetronizowany przez Polaków były car ruski, więziony tu po zdobyciu przez Polaków Moskwy, więziony od 1611 roku, wraz z jego braćmi, byłymi kniaziami. Byłym naczelnym wojewodą wojsk moskiewskich Dymitrem Szujskim i Iwanem Szujskim (Pugowką) (Hołd Szujskich).

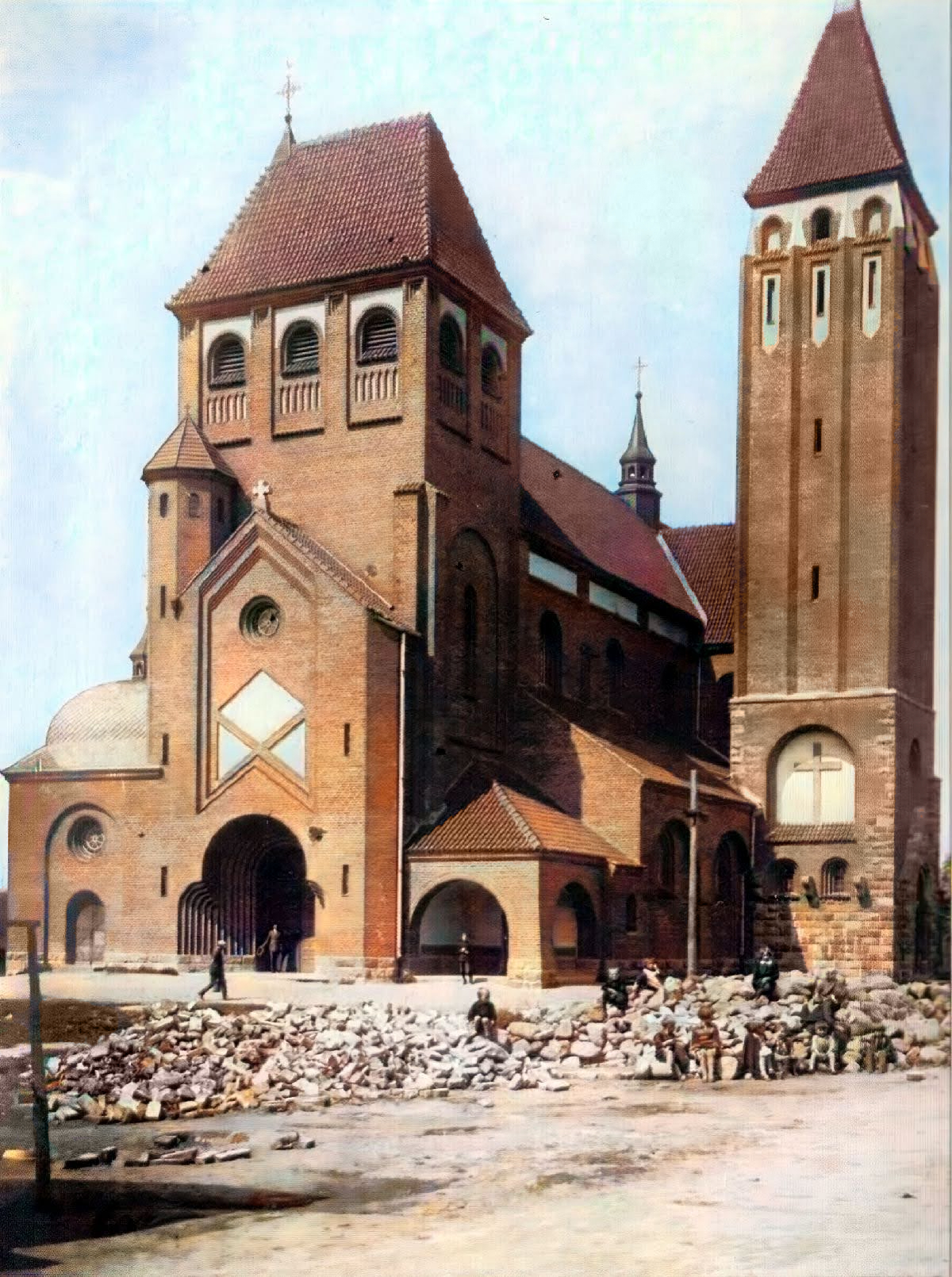
Neoromański kościół św. Marcina w Gostyninie projektu Jarosława Wojciechowskiego, rozebrany przez Niemców w latach 1941-1942

Kres pomyślności Gostynina wyznacza rok wybuchu II wojny północnej. Miasto i zamek uległo wtedy dużym zniszczeniom. Lustracja z 1660 roku podaje, że w mieście było zaledwie 20 domów. Następne zniszczenia przyniosły wojska rosyjskie atakujące broniących się konfederatów barskich w 1772 roku. Miasto nie odzyskało już swojej dawnej świetności, choć przez cały wiek XVIII przybywało ludności: 1777 roku były 43 domy, a w 1797 roku było ich 89. Były w nim trzy kościoły, karczma, browar, trzy młyny i tartak. W drugiej połowie XVIII wieku wybudowano drewniany ratusz na rynku.
W 1793 roku do miasta wkroczyły wojska pruskie. Zniszczone mury zamku uległy rozebraniu, a cenne archiwum ziemskie zostało wywiezione. W latach 1807–1815 Gostynin znajdował się w granicach Księstwa warszawskiego. Kolejnym ciosem dla miasta był wielki pożar z 1809 roku, który spowodował rozległe zniszczenia. Miasto było wtedy w trakcie upadku, jednakże sytuacja poprawiła się wraz z rokiem 1824, kiedy to do Gostynina przybyło 105 niemieckich sukienników wraz z rodzinami, oraz rozpoczęto budowę pralni i farbiarni. Miasto ponownie zaczęło rozkwitać. Odbudowano (1839) zniszczony podczas pożaru kościół Św. Marcina. Wybudowano także nowy ratusz oraz zajazd. W kolejnych latach tkactwo w Gostyninie trochę podupadło. Zmniejszyła się liczba rodzin tkackich (w połowie XIX wieku było ich 26). W 1824 roku ruiny zamku (pozostała jedynie wieża i fragmenty murów) przekazano gminie w celu odbudowy zrujnowanego zamku, jako kościoła ewangelickiego. Pracę ukończoną w 1830 roku nadzorował Hilary Szpilowski. Po II wojnie światowej powstał tu kościół rzymskokatolicki. Funkcjonował tam do 1978 roku. Następnie zamek został przekazany miastu, a obecnie mieści się w nim hotel. W roku 1927 wzniesiono inny gostyniński zabytek – hale targowe, które są obecnie zespołem sklepów. W 1863 podczas powstania styczniowego w rejonie Gostynina działał oddział powstańczy pod dowództwem lekarza i oficera carskiego Emeryka Syrewicza.

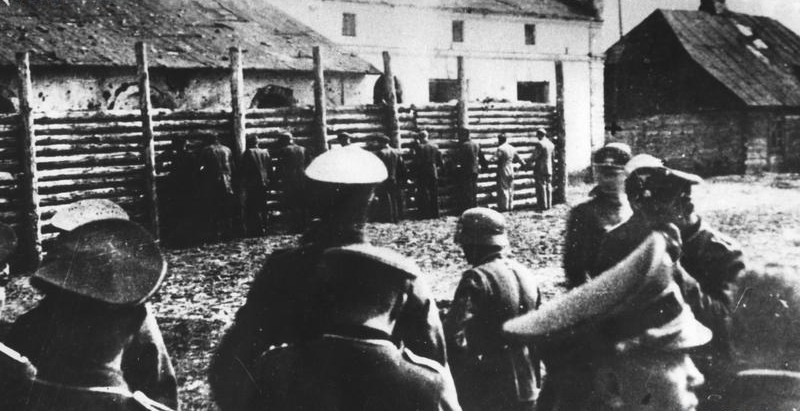
Rozstrzeliwanie Polaków przez Niemców podczas II wojny światowej (Gostynin 15 czerwca 1941)

Obok Polaków i Niemców mieszkali w Gostyninie również Żydzi. W mieście funkcjonowała drewniana synagoga, a przy niej szkoła. Synagoga spłonęła w trakcie pożaru z 1809 roku. Została odbudowana, lecz w 1899 roku została zniszczona przez kolejny pożar.
W XIX wieku nastąpił rozwój kultury i szkolnictwa. Na początku XIX wieku otwarta została w Gostyninie pierwsza szkoła średnia.
W okresie przedwojennym Gostynin był miastem powiatowym. Był to kolejny okres jego rozkwitu. Przyczyniło się do tego między innymi otwarcie w latach 1924–1925 linii kolejowej łączącej Płock z Kutnem. Około 3 lata później było tu już 300 warsztatów rzemieślniczych. 12 października 1929 roku został położony kamień węgielny pod budowę szpitala w Gostyninie-Zalesiu. Budowa szpitala była finansowana ze składek Skarbu Państwa i składek Powiatowych Związków Komunalnych. W 1933 roku uruchomiono szpital. Dyrektorem szpitala został dr n. med. Eugeniusz Wilczkowski. W 1939 roku miasto liczyło 12 000 mieszkańców. Znajdowały się tu: szkoły podstawowe, dwie średnie (męska i żeńska), dwie prywatne wypożyczalnie książek, wydawano lokalną prasę.

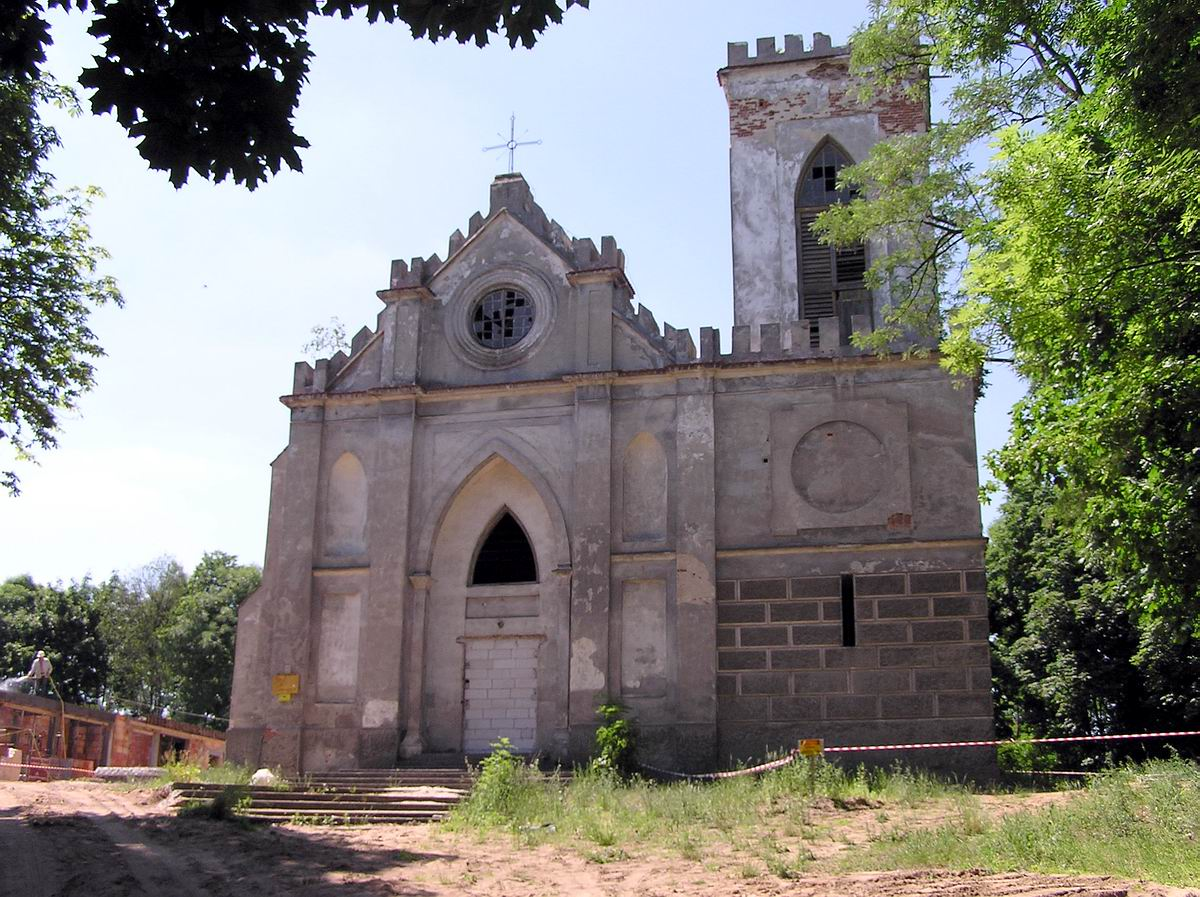
Zamek w trakcie odbudowy

W okresie międzywojennym mieszkało w Gostyninie ponad 2 tysiące Żydów. 16 września 1939 roku do miasta wkroczyły wojska niemieckie, a 20 września tego samego roku Gostynin został przyłączony do Rzeszy. Pomiędzy 28 września 1939 roku a 22 czerwca 1941 roku miasto funkcjonowało pod nazwą „Gasten”, od 22 czerwca 1941 roku do końca wojny „Waldrode”. Po wojnie przywrócono nazwę Gostynin. We wrześniu 1940 roku zostało zorganizowane w mieście getto dla około 3500 Żydów. Wiosną 1942 roku zostało ono podpalone, a do obozu zagłady w Chełmnie wywieziono około 2 tysiące Żydów. Łącznie z Gostynina wywieziono około 4000 Żydów, a około 100 (między innymi pensjonariuszy funkcjonującego do dziś szpitala dla nerwowo chorych) osób rozstrzelano na miejscu. W wyniku działań wojennych zniszczonych zostało 15% zabudowań miasta. W okolicach Gostynina działał ruch oporu. 18 stycznia 1945 roku miasto zostało zajęte przez Armię Czerwoną, która zarówno w Gostyninie, jak i okolicznych miejscowościach dopuściła się licznych zbrodni wojennych, rozstrzeliwując uchodźców cywilnych (w tym kobiety i dzieci) oraz dokonując ostrzału artyleryjskiego niemieckiego transportu sanitarnego, przy czym z 1000 rannych uratowało się tylko 80.
Po II wojnie światowej miasto znacznie się rozrosło, powstały zakłady sprzętu instalacyjnego (1966), rozbudowane w latach 70. XX wieku jako Zakłady Sprzętu Oświetleniowego „Polam" (późniejsza nazwa "Elgo"), Przedsiębiorstwo Produkcji Elementów Budowlanych „Gos-Bud” (późniejszy "Budopol"), filia skierniewickich Zakładów Transformatorów Radiowych, zakłady przyrządów pomiarowych (MERA) i Okręgowa Spółdzielnia Mleczarska.

## Demografia
Dane GUS z 30 czerwca 2023 roku:
| Opis      | Ogółem | Ogółem | Kobiety | Kobiety | Mężczyźni | Mężczyźni |
| --------- | ------ | ------ | ------- | ------- | --------- | --------- |
| Jednostka | osób   | %      | osób    | %       | osób      | %         |
| Populacja | 17 107 | 100    | 9143    | 53,45   | 7964      | 46,55     |

Wykres prezentujący zmianę ludności Gostynina od 1921 roku.
- Piramida wieku mieszkańców Gostynina w 2021 roku[14].

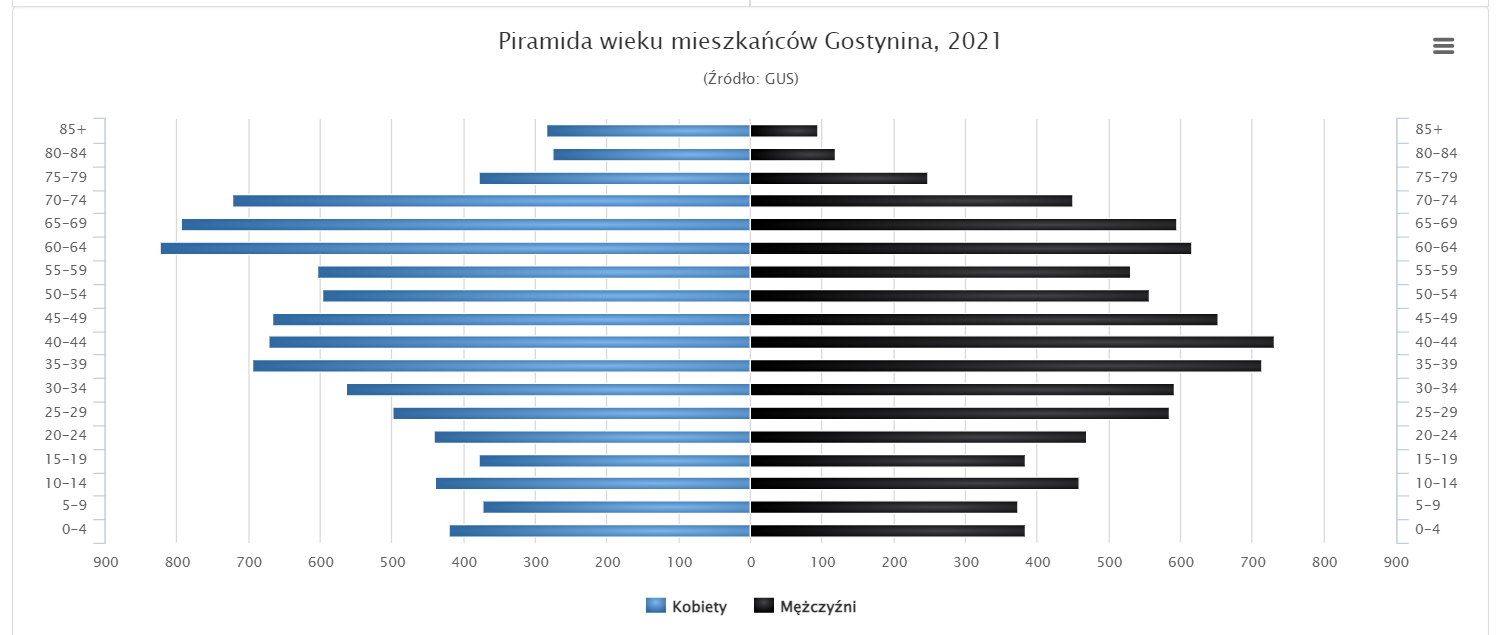

- Tabela porównująca % ludności korzystającej z instalacji wodociągowej, kanalizacyjnej i gazowej w mieście i powiecie (dane z 2019 r.[15]):

| rodzaj instalacji | miasto | powiat |
| ----------------- | ------ | ------ |
| Wodociągowa       | 87,5%  | 85,8%  |
| Kanalizacyjna     | 81,8%  | 43,7%  |
| Gazowa            | 10,0%  | 4,6%   |

## Polityka
Miasto jest członkiem wielu organizacji międzygminnych, m.in. Stowarzyszenia Gmin Turystycznych Pojezierza Gostynińskiego.
Mieszkańcy Gostynina wybierają posłów na Sejm z okręgu wyborczego nr 16, senatora z okręgu nr 38, a posłów do Parlamentu Europejskiego z okręgu nr 5.

### Rada Miejska w Gostyninie
Władzę uchwałodawczą i kontrolną w Gostyninie sprawuje Rada Miejska składająca się z 15 radnych wybieranych w jednomandatowych okręgach wyborczych na 5-letnią kadencję. W prezydium rady zasiada przewodniczący oraz zwyczajowo dwóch wiceprzewodniczących. Rada Miejska w Gostyninie tworzy, zgodnie ze zwyczajem, 6 komisji stałych w tym dwie ustawowe Komisję Rewizyjną i Komisję Skarg, Wniosków i Petycji, a także Komisję Rozwoju Gospodarczego i Budżetu, Komisję Edukacji, Kultury i Sportu, Komisję Bezpieczeństwa i Porządku Publicznego, Komisję Spraw Obywatelskich, Zdrowia i Pomocy Społecznej.

#### Przewodniczący Rady Miejskiej w Gostyninie po reformie samorządowej[2]
| Lp. | Imię i nazwisko          | Komitet wyborczy                  | Lata pełnienia funkcji | Kadencja |
| --- | ------------------------ | --------------------------------- | ---------------------- | -------- |
| 1   | Włodzimierz Ogłodziński  | KO „Solidarność”                  | 1990 r.                | I        |
| 2   | Zygmunt Gierula          | brak danych                       | 1990 r. – 1992 r.      | I        |
| 3   | Ewa Walczak              | brak danych                       | 1992 r. – 1994 r.      | I        |
| 4   | Włodzimierz Śniecikowski | brak danych                       | 1994 r. – 1996 r.      | II       |
| 5   | Waldemar Latoszek        | brak danych                       | 1996 r. – 1998 r.      | II       |
| 6   | Andrzej Reder            | Porozumienie Ziemi Gostynińskiej  | 1998 r. – 2006 r.      | III IV   |
| 7   | Jolanta Syska–Szymczak   | Gostynińska Wspólnota Samorządowa | 2006 r. – 2014 r.      | V VI     |
| 8   | Andrzej Robacki          | Inicjatywa dla Gostynina          | 2014 r. – 2018 r.      | VII      |
| 9   | Andrzej Reder            | Prawo i Sprawiedliwość            | 2018 r. – 2024 r.      | VIII     |
| 10  | Krzysztof Klejna         | Inicjatywa dla Gostynina          | 2024 r. – nadal        | IX       |

### Burmistrz Miasta Gostynina
Władzę wykonawczą w mieście pełni Burmistrz Miasta Gostynina, wybierany w wyborach bezpośrednich na 5-letnią kadencję. Zgodnie z ustawą, burmistrz powołuje jednego zastępcę. Na wniosek burmistrza Rada Miejska powołuje także Skarbnika i Sekretarza.
Przed zmianą ordynacji wyborczej w 2002 r., burmistrz sprawował jednocześnie funkcję przewodniczącego zarządu miasta i wybierany był przez radę miejską.

#### Burmistrzowie Miasta Gostynina po reformie samorządowej
| Lp. | Imię i nazwisko               | Komitet Wyborczy                  | Data objęcia urzędu    | Data złożenia urzędu   | Kadencja       |
| --- | ----------------------------- | --------------------------------- | ---------------------- | ---------------------- | -------------- |
| 1   | Mirosław Jasiński             | KO „Solidarność”                  | 21 czerwca 1990 r.     | 3 października 1991 r. | I              |
| 2   | Andrzej Kujawski              | brak danych                       | 3 października 1991 r. | 2 sierpnia 1994 r.     | I              |
| 3   | Andrzej Robacki               | brak danych                       | 2 sierpnia 1994 r.     | 3 czerwca 1996 r.      | II             |
| 4   | Włodzimierz Śniecikowski      | Gostynińska Wspólnota Samorządowa | 3 czerwca 1996 r.      | 8 grudnia 2014 r.      | II III IV V VI |
| 5   | Paweł Kalinowski              | Prawo i Sprawiedliwość            | 8 grudnia 2014 r.      | 7 maja 2024 r.         | VII VIII       |
| 6   | Agnieszka Korajczyk-Szyperska | Inicjatywa dla Gostynina          | 7 maja 2024 r.         | –                      | IX             |

### Wybory 2023
15 października 2023 roku odbyły się ogólnopolskie wybory parlamentarne. Frekwencja w wyborach do sejmu w Gostyninie wyniosła 72,06% natomiast frekwencja w głosowaniu do senatu wyniosła 71,95%

#### Wyniki wyborów parlamentarnych do sejmu w m. Gostynin[19]
| Komitet                                                                                            | Liczba głosów | Procent głosów | Kandydat z największą liczbą głosów  |
| -------------------------------------------------------------------------------------------------- | ------------- | -------------- | ------------------------------------ |
| KOMITET WYBORCZY PRAWO I SPRAWIEDLIWOŚĆ                                                            | 3 727         | 38,62%         | Paweł Kalinowski(1 050)              |
| KOALICYJNY KOMITET WYBORCZY KOALICJA OBYWATELSKA PO .N IPL ZIELONI                                 | 3 311         | 34,31%         | Agnieszka Korajczyk-Szyperska(1 886) |
| KOALICYJNY KOMITET WYBORCZY TRZECIA DROGA POLSKA 2050 SZYMONA HOŁOWNI – POLSKIE STRONNICTWO LUDOWE | 1 151         | 11,93%         | Piotr Zgorzelski(632)                |
| KOMITET WYBORCZY NOWA LEWICA                                                                       | 592           | 6,13%          | Paulina Piechcna-Więckiewicz(320)    |
| KOMITET WYBORCZY KONFEDERACJA WOLNOŚĆ I NIEPODLEGŁOŚĆ                                              | 562           | 5,82%          | Paweł Usiądek(183)                   |
| KOMITET WYBORCZY BEZPARTYJNI SAMORZĄDOWCY                                                          | 203           | 2,10%          | Paweł Kłobukowski(52)                |
| KOMITET WYBORCZY POLSKA JEST JEDNA                                                                 | 105           | 1,09%          | Wiesława Bińkowska-Chuda(52)         |

#### Wyniki wyborów parlamentarnych do senatu w m. Gostynin[20]
| Komitet                                                                                            | Kandydat                | Liczba głosów | Procent głosów |
| -------------------------------------------------------------------------------------------------- | ----------------------- | ------------- | -------------- |
| KOALICYJNY KOMITET WYBORCZY TRZECIA DROGA POLSKA 2050 SZYMONA HOŁOWNI – POLSKIE STRONNICTWO LUDOWE | PAWLAK Waldemar         | 4 416         | 45,73%         |
| KOMITET WYBORCZY PRAWO I SPRAWIEDLIWOŚĆ                                                            | MARTYNOWSKI Marek Eryk  | 3 645         | 37,74%         |
| KOMITET WYBORCZY KONFEDERACJA WOLNOŚĆ I NIEPODLEGŁOŚĆ                                              | MATYSZEWSKI Adam        | 822           | 8,51%          |
| KOMITET WYBORCZY BEZPARTYJNI SAMORZĄDOWCY                                                          | OSIŃSKI Sylwester Artur | 774           | 8,01%          |

## Infrastruktura

### Krajowy Ośrodek Zapobiegania Zachowaniom Dyssocjalnym
Krajowy Ośrodek Zapobiegania Zachowaniom Dyssocjalnym w Gostyninie to jedyny ośrodek tego typu w Polsce. Powstał na mocy ustawy z dnia 22 listopada 2013 r. o postępowaniu wobec osób z zaburzeniami psychicznymi stwarzających zagrożenie wobec życia, zdrowia lub wolności seksualnej innych osób. Krajowy Ośrodek jest podmiotem leczniczym prowadzonym w formie jednostki budżetowej.

## Gospodarka

### Główne przedsiębiorstwa[22]
Do najważniejszych przedsiębiorstw zalicza się:
| Przedsiębiorstwo                 | Krótki opis                                                            |
| -------------------------------- | ---------------------------------------------------------------------- |
| Izolbet (część koncernu Lafarge) | producent materiałów hydroizolacyjnych, chemii budowlanej i styropianu |
| Dubielak                         | przedsiębiorstwo rolno-spożywcze                                       |
| Dubimex                          | zakład przetwórstwa mięsa                                              |
| Petecki                          | zakład produkujący drzwi i okna z PCW                                  |
| Budmat Steel                     | producent blachy oraz profili zimnogiętych i ocynkowanych              |
| NOWA                             | wytwórnia pasz                                                         |
| Tillmann Wellpappe Sp. z.o.o     | zakład produkujący opakowania z tektury falistej                       |

## Transport

### Kolejowy

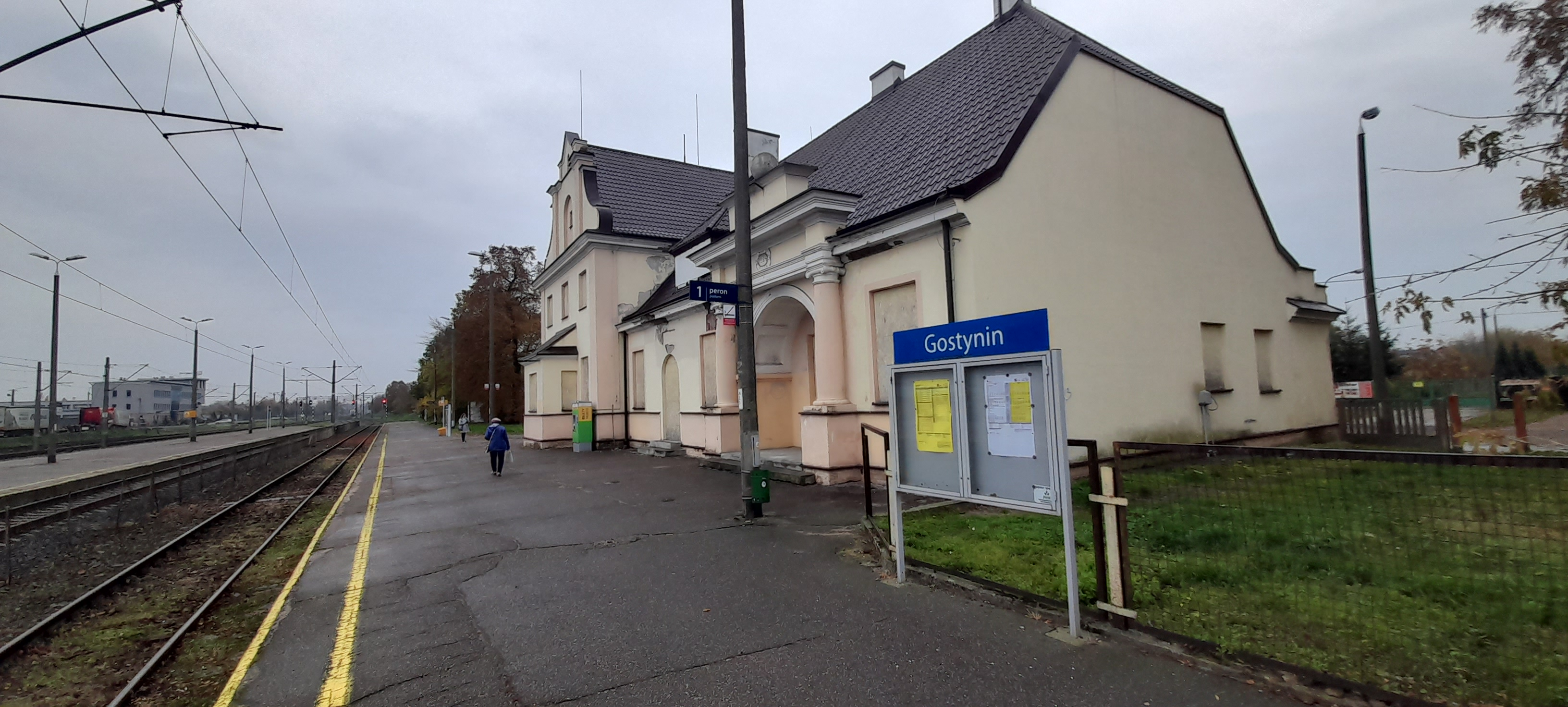
Stacja kolejowa

Przez Gostynin przebiega linia kolejowa nr 33 łącząca Kutno z Brodnicą. Tutejsza stacja kolejowa, posiada dwa perony (trzy krawędzie peronowe). Z Gostynina odjeżdżają pociągi do Sierpca, Płocka, Kutna, Łowicza, Sochaczewa i Warszawy Wschodniej.
Od 2021 roku przez Gostynin przejeżdża pociąg TLK "Flisak" relacji Gdynia Główna – Katowice umożliwiający mieszkańcom bezpośredni dojazd do Trójmiasta przez Sierpc, Iławę, Brodnicę. Od 2023 roku przez Gostynin kursuje pociąg IC Chemik (wcześniej znany TLK Chemik) kursujący w relacji Płock-Katowice, umożliwia on mieszkańcom dojazd do m.in. Łodzi, Częstochowy i Katowic.

### Drogowy
Lista dróg krajowych i wojewódzkich w Gostyninie:
- 60 – Łęczyca – Kutno – Gostynin – Płock – Ostrów Mazowiecka
- 581 – Gostynin – Łanięta – Krośniewice
- 573 – Nowy Duninów – Gostynin – Żychlin
- 265 – Brześć Kujawski – Kowal – Gostynin

W pobliżu miasta przebiega autostrada A1. Przecina prowadzącą z Gostynina drogę wojewódzką nr 581 w odległości 12 km od miasta, w miejscowości Pomarzanki. Przebiegający tędy odcinek został otwarty 13 listopada 2013 roku.

#### „Duża” obwodnica
Miasto od strony wschodniej (mapa) posiada obwodnicę zwaną „dużą”. Znajduje się ona w ciągu drogi krajowej nr 60. „Duża” obwodnica ma 8,8 km długości. Zaczyna się od strony południowej w granicach administracyjnych miasta (w pobliżu zakładu ELGO Lightning Industries), kończy natomiast w miejscowości Rogożewek. Została ona otwarta 10 lutego 2010 roku. Do tego czasu przebiegająca przez miasto droga krajowa prowadziła od południa ulicą Kutnowską, następnie 3 Maja oraz Tadeusza Kościuszki, przez rynek miasta i dalej ulicami Jana Pawła II i Płocką na północ.

#### „Mała” obwodnica
28 lutego 2012 roku otworzona została „mała” obwodnica miasta, łącząca ulicę Jana Pawła II z ulicą Zamkową (mapa), omijając rynek miasta. Ulica ta ma być jednocześnie główną drogą dojazdową do term gostynińskich. Budowa obwodnicy rozpoczęła się w 2007 roku. Podzielona była na dwa etapy. W trakcie drugiego etapu wybudowano odcinek obwodnicy o długości ponad 300 metrów, most nad rzeką Skrwą oraz rondo na skrzyżowaniu ulic Zamkowej i Targowej, gdzie obwodnica się kończy. Po jej stronach biegną ścieżki rowerowe.

### Rowerowy

Oznaczenie szlaku EuroVelo R2

#### Szlaki rowerowe
Przez Gostynin przebiega międzynarodowy szlak rowerowy EuroVelo R2 (Szlak Stolic). Jest to szlak mający w założeniu łączyć Galway w Irlandii z Moskwą liczący ok. 5500 km długości. W rzeczywistości szlak kończy się na zachodniej granicy Polski. Odcinek łączący Kowal z Łąckiem był pierwszym fragmentem tego szlaku w Polsce. W pobliżu miasta przebiega także ponadregionalny szlak rowerowy VeloMazovia nr 20. Mający ok. 105 km szlak zaczyna swój bieg w Witkowicach a kończy we Włocławku.

#### Ścieżki rowerowe
W Gostyninie ścieżki rowerowe biegną wzdłuż kilku ulic. Nie tworzą jednolitego systemu.

## Media
W Gostyninie wydawane są gazety o nieregularnym trybie wydawniczym. Ponadto Gostynin posiada swoje rubryki w gazetach wydawanych w innych, okolicznych, miastach. Nadaje tu także lokalna kablowa stacja telewizyjna TV Gostynin. O Gostyninie można też usłyszeć w Kurierze Mazowieckim, Kurierze Warszawy i Mazowsza (programy TVP 3), w Radiu Eska Płock, Katolickim Radiu Diecezji Płockiej oraz Polskim Radiu RDC.

### Prasa
Gazety wydawane w Gostyninie:
- Nasz Gostynin – biuletyn Urzędu Miasta Gostynina
- Fakty Gostynińskie

Gazety wydawane w okolicy z rubryką "Gostynin":
- Tygodnik Płocki
- Gazeta Wyborcza Płock
- PortalPłock
- Gazeta Lokalna Kutna i Okolic

### Portale informacyjne
- gostynin24.pl
- gostynin.info
- terazgostynin.pl
- tugostynin.pl

## Oświata i nauka

### Przedszkola
- Miejskie Przedszkole nr 2 z Oddziałem Integracyjnym
- Miejskie Przedszkole nr 4
- Miejskie Przedszkole nr 5
- Niepubliczne Przedszkole z Oddziałami Specjalnymi „Akademia Przedszkolaka”

### Szkoły podstawowe
- Szkoła Podstawowa nr 1 im. Armii Krajowej
- Szkoła Podstawowa nr 3 im. Obrońców Westerplatte
- Szkoła Podstawowa nr 5 im. Księcia Mazowieckiego Siemowita IV

### Szkoły średnie
- Liceum Ogólnokształcące im. Tadeusza Kościuszki
- Zespół Szkół im. Marii Skłodowskiej-Curie
- Gostynińskie Centrum Edukacyjne

### Ośrodki szkolno-wychowawcze
- Specjalny Ośrodek Szkolno-Wychowawczy im. Jana Pawła II

### Pozostałe
- Miejska Szkoła Muzyczna I stopnia

## Turystyka

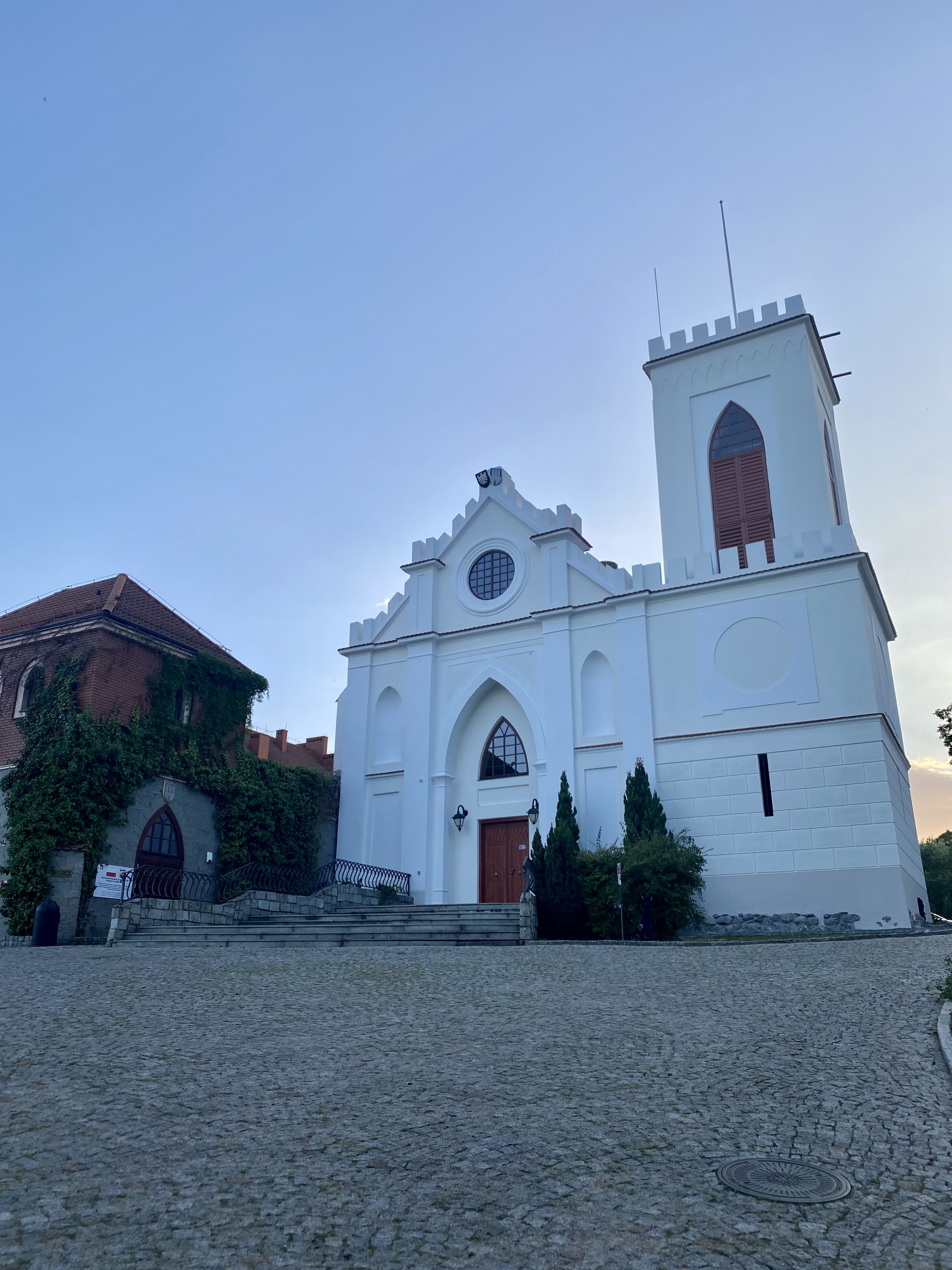
Zamek po odbudowie

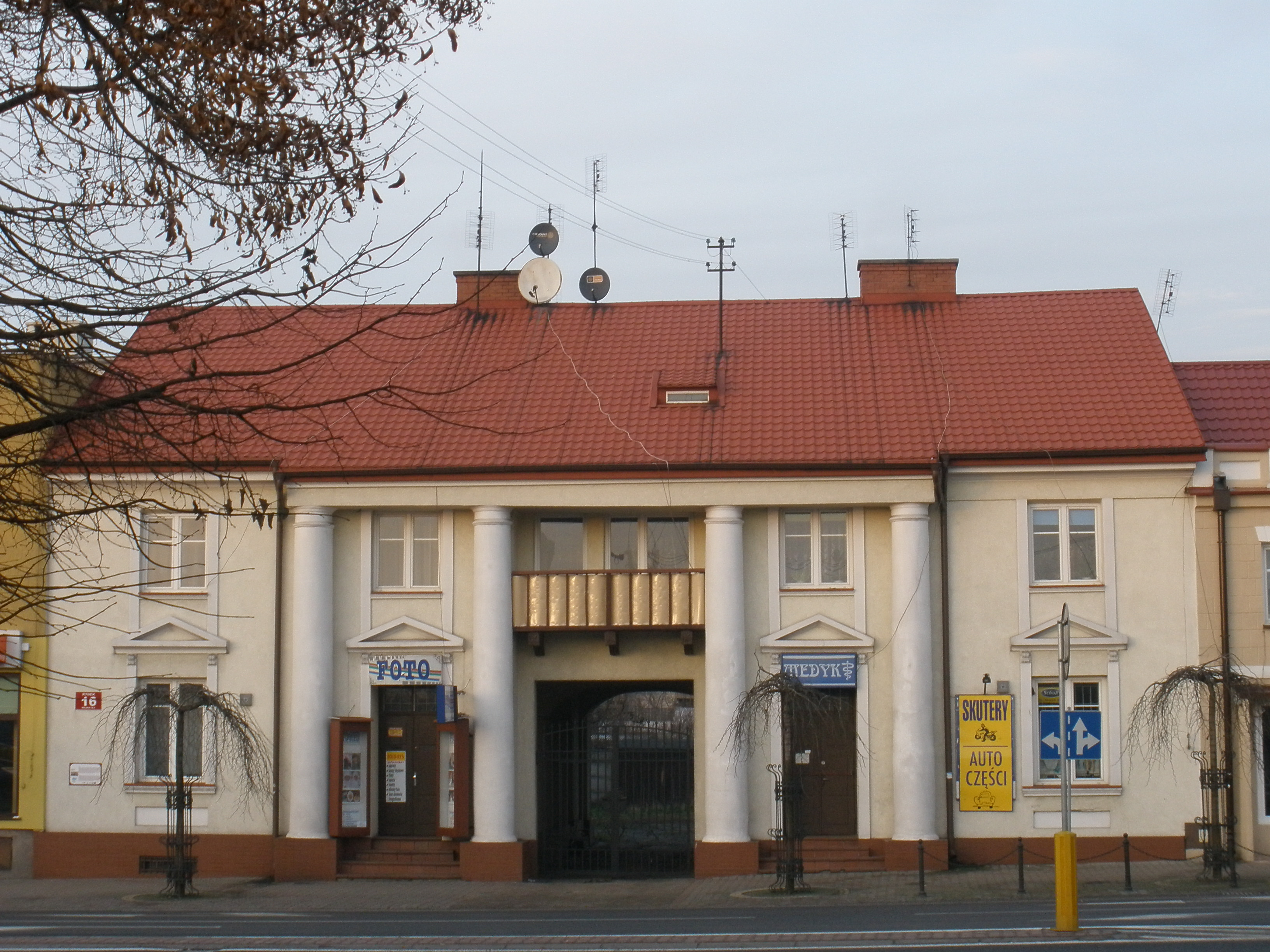
Budynek zajazdu z I poł. XIX wieku przy rynku

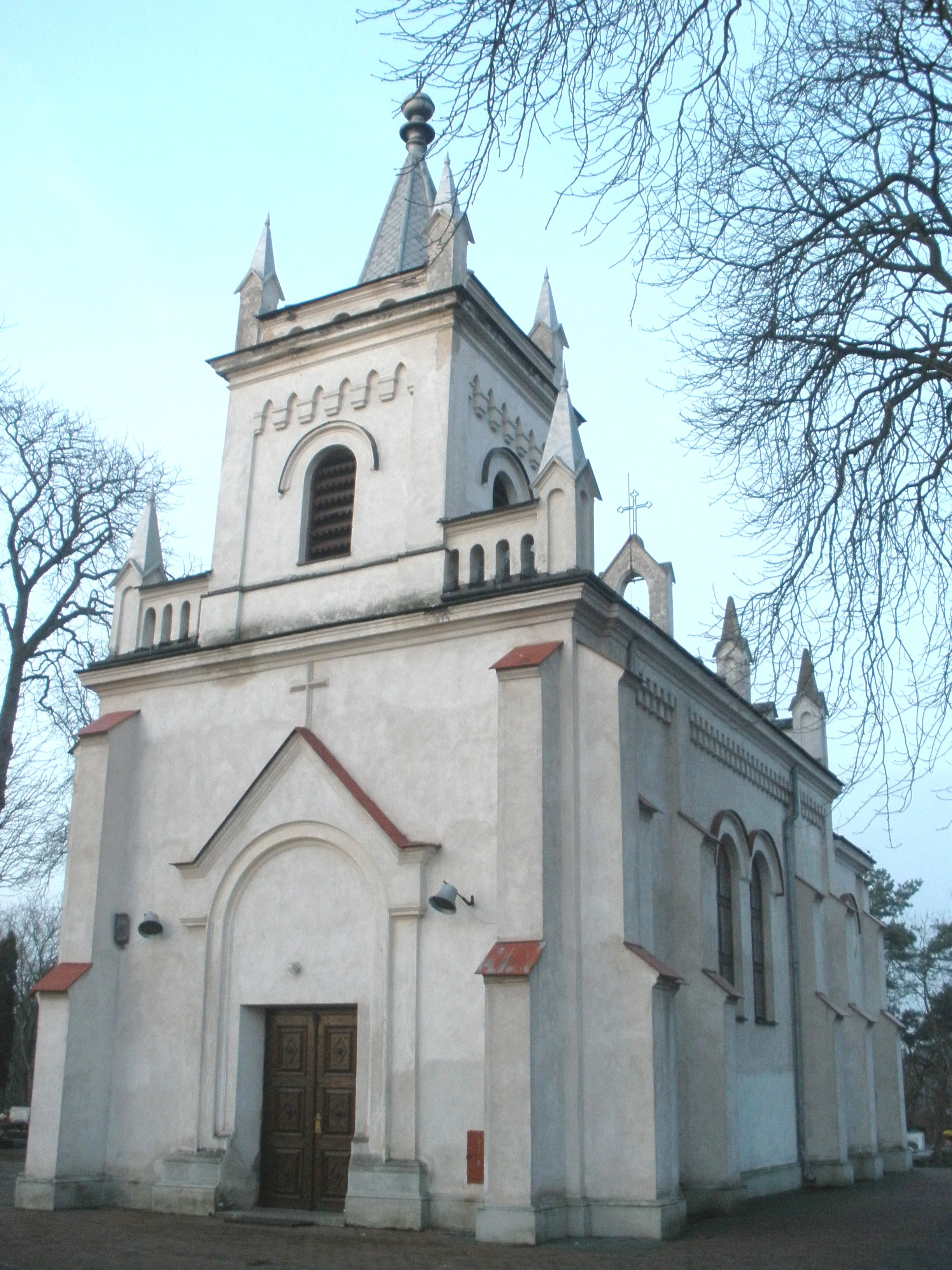
Kaplica św. Jakuba na miejskim cmentarzu

### Obiekty przyrodnicze
- rezerwaty przyrody: Dybanka, Dolina Osetnicy i Drzewce
- Oz gostyniński
- 3 malowniczo położone jeziora na terenie miasta
- liczne jeziora pojezierza gostynińskiego
- pobliski park krajobrazowy

### Obiekty antropogeniczne
- klasycystyczny ratusz z XIX wieku – zbudowany według projektu Hilarego Szpilowskiego, zwieńczony wieżą zegarową z ażurową latarnią
- zamek gostyniński i wzgórze zamkowe
- układ urbanistyczny XIV wieku i pierwszej połowy XIX wieku
- budynek dawnego Zajazdu zbudowany w latach dwudziestych XIX wieku
- kaplica pw. św. Jakuba Apostoła
- dworzec stacji kolejowej Gostynin i wieża ciśnień zespołu dworca kolejowego z 1924 roku
- późnobarokowa drewniana figura św. Jakuba Apostoła z XVIII wieku
- budynek Liceum Ogólnokształcącego z 1905 roku
- klasycystyczne hale targowe „Arkady” z 1927 roku
- cmentarz ewangelicko-augsburski z połowy XIX wieku
- Stary cmentarz żydowski w Gostyninie
- Nowy cmentarz żydowski w Gostyninie
- cerkiew pw. św. Mikołaja w Gostyninie 1890 (obecnie mieszkania komunalne)

## Religia

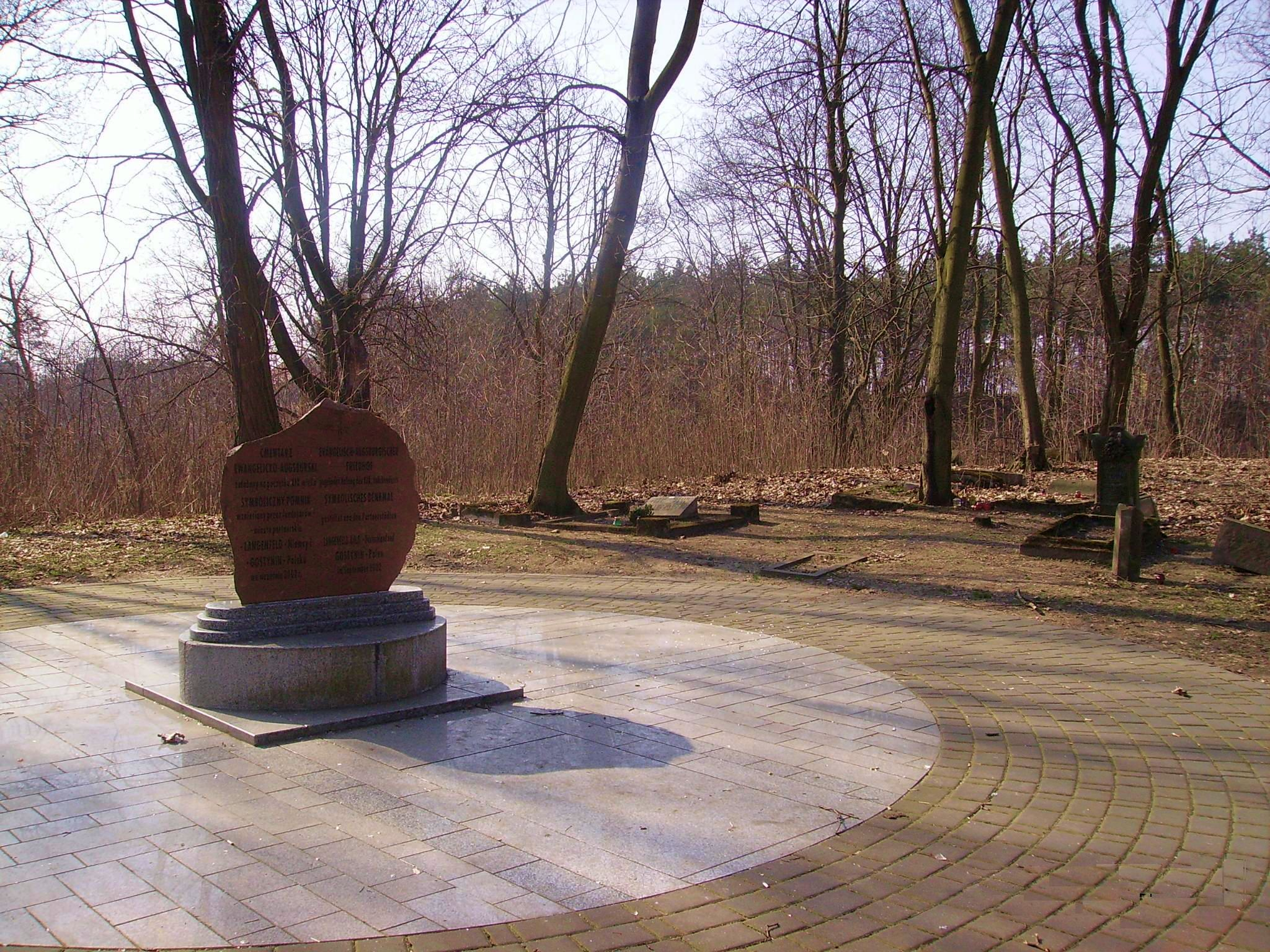
Cmentarz ewangelicko-augsburski przy ul. Zazamcze

Obecnie większość mieszkańców Gostynina stanowią katolicy, jednak jeszcze przed II wojną światową miasto było niejednolite etnicznie, a co za tym idzie i wyznaniowo. W 1921 roku 27,4% ludności stanowili Żydzi, którzy byli największą po Polakach grupą. Posiadali własną synagogę i dwa cmentarze (stary i nowy – obydwa już nie istnieją). Kolejną dużą grupę stanowiła ludność niemiecka, której świątynia zlokalizowana była w gostynińskim zamku. W jego pobliżu znajduje się nieczynny już dziś cmentarz ewangelicki, z którego korzystali tutejsi Niemcy. Najmniejszą grupę stanowiła ludność wyznania prawosławnego, posiadająca w mieście jedną cerkiew.
Aktualnie w mieście działają trzy związki wyznaniowe: Kościół rzymskokatolicki, Kościół Boży w Chrystusie oraz Świadkowie Jehowy.
Ponadto w mieście mieszkają przedstawiciele Kościoła Ewangelicko-Augsburskiego, związani z parafiami w Płocku i Kutnie oraz Kościoła Starokatolickiego Mariawitów związani z parafiami w Płocku i Nowej Sobótce.

### Kościół rzymskokatolicki
Największą grupą wyznaniową na terenie miasta są katolicy. W Gostyninie funkcjonują dwie parafie. Pierwsza powstała w czasach średniowiecza (parafia św. Marcina), druga natomiast w 1997 roku (parafia Miłosierdzia Bożego). Gostynin jest siedzibą dekanatu gostynińskiego, którego dziekanem jest od 2009 roku Ryszard Kruszewski. Dekanat ten podlega diecezji płockiej.

### Świadkowie Jehowy

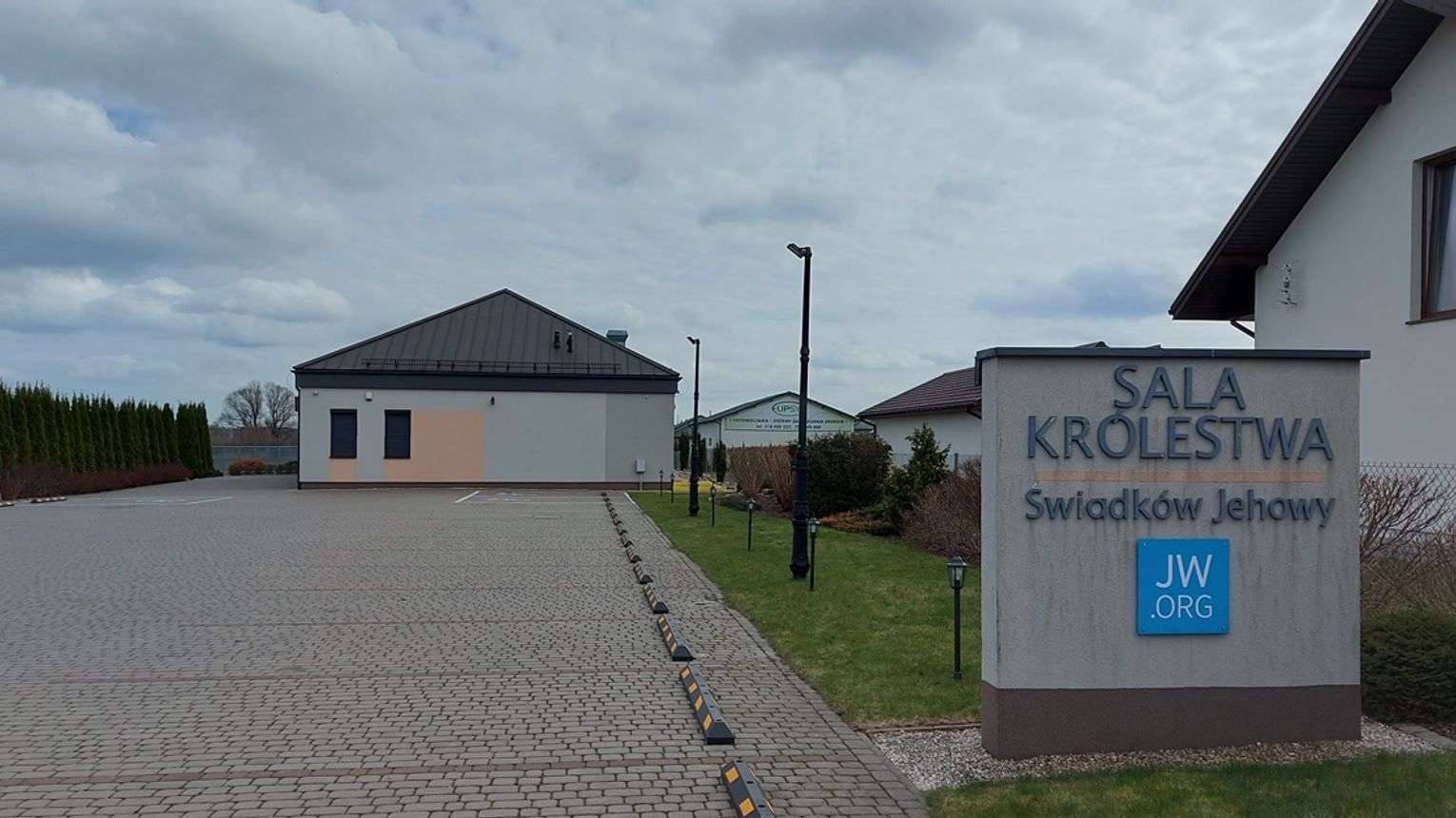
Sala Królestwa Świadków Jehowy

W Gostyninie działalność kaznodziejską prowadzą dwa zbory Świadków Jehowy (Gostynin-Wschód, Gostynin-Zachód), które swoim zasięgiem obejmują także tereny poza samym miastem. Na terenie miasta znajduje się Sala Królestwa przy ul. Kolejowej 11H – oddana do użytku 30 sierpnia 2014 roku – z której korzystają oba zbory. Pierwszy zbór powstał w latach 70. XX wieku, drugi natomiast w 2006 roku. Do 2003 roku zbór gostyniński obejmował też pobliskie miasto Gąbin. Liczebność Świadków Jehowy w mieście wynosi około 150–160 głosicieli.

### Kościół Boży w Chrystusie
Od 1995 roku istnieje w Gostyninie Centrum Chrześcijańskie Progres, będące zborem Kościoła Bożego w Chrystusie. Założycielem zboru był Robert Górski, będący jednocześnie jego pastorem do końca 2009 roku. W kwietniu 2010 roku, na 6 miesięcy, obowiązki pastora przejął Piotr Syska.

## Sport i rekreacja

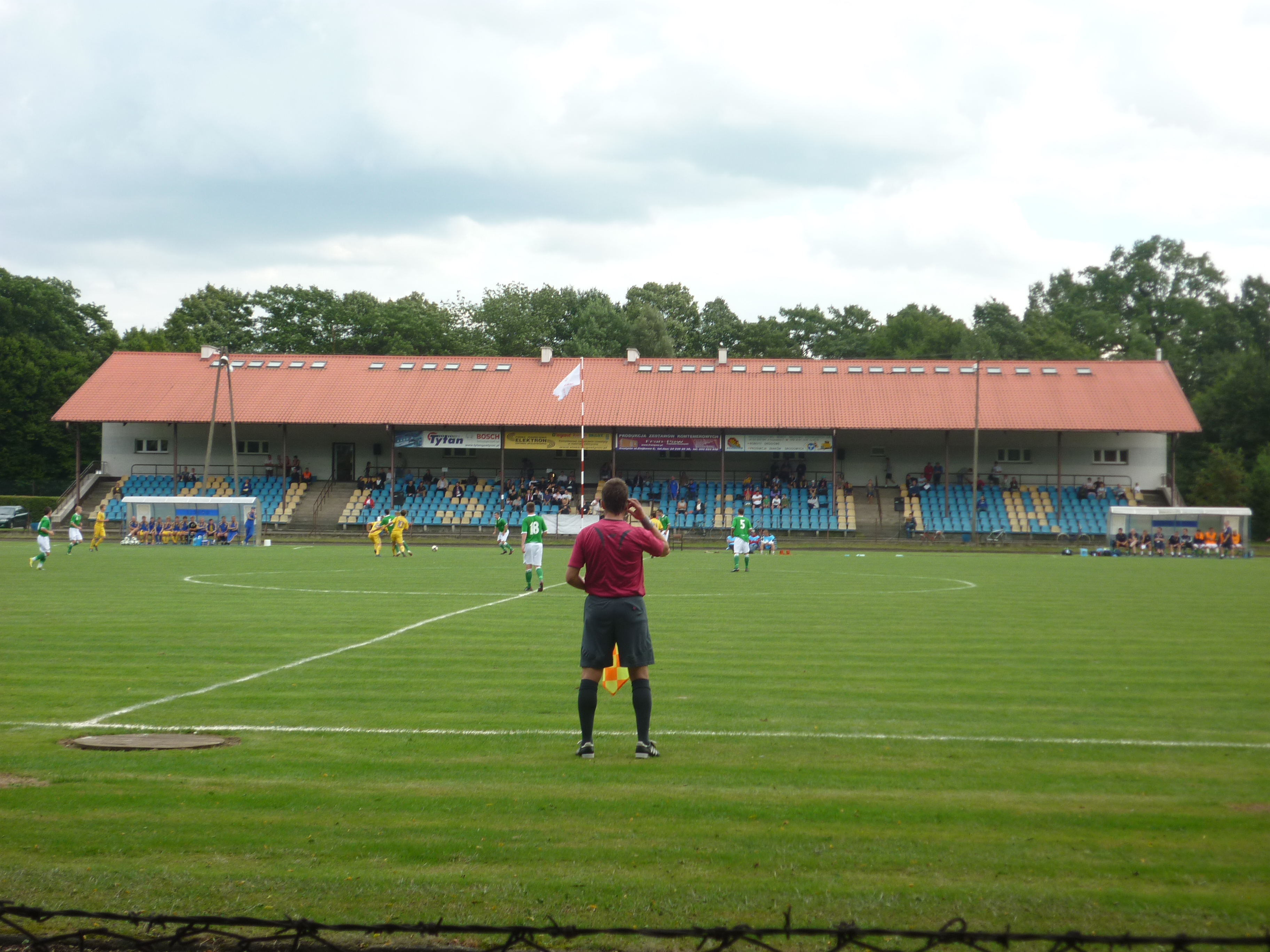
Stadion Miejski im. Janusza Kusocińskiego

### Kluby sportowe
- Mazur Gostynin – piłka nożna; w sezonie 2023/2024 gra w V lidze, gr. mazowieckiej I[42]
- Gostynin Team – siatkówka
  - sekcja mężczyzn
  - sekcja kobiet (Ekstraklasa Kutnowskiej Amatorskiej Ligi Siatkówki)
- Izolbet Basket Gostynin – koszykówka (ZeTGieBe Basket Liga)
- UKS Alfa Gostynin – tenis stołowy (IV liga mężczyzn)
- SzUKS Gostmat 83 – szachy
- BUKS Ósemka – brydż sportowy
- MUKS Handball Team Skrwa Gostynin

### Obiekty sportowe

#### Stadion Miejski im. Janusza Kusocińskiego
- Hale sportowe (hala miejska, hala SP3)
- Pływalnia miejska
- Skatepark
- Korty tenisowe

## Miasta partnerskie
- Langenfeld[43]
- Senlis
- Senec